# Mojżesz (Putnik)
Mojżesz, imię świeckie Vasilije Putnik (ur. 25 marca 1728 w Nowym Sadzie, zm. 28 czerwca 1790 w Wiedniu) – serbski biskup prawosławny, metropolita karłowicki w latach 1781–1790.

## Życiorys
Syn Aleksy i Mili Putników, pochodził z Nowego Sadu. Podstawowe wykształcenie odebrał w Sremskich Karlovcach od Petra Rankovicia. Następnie udał się na studia na Akademię Mohylańską w Kijowie.
15 sierpnia 1746 przyjął święcenia diakońskie z rąk patriarchy serbskiego Arseniusza IV, 4 października 1749 metropolita karłowicki Paweł mianował go archidiakonem. W tym samym roku, 1 listopada, diakon Vasilije Putnik złożył w monasterze Rakovica wieczyste śluby mnisze, przyjmując imię zakonne Mojżesz. Metropolita Paweł udzielił mu święceń kapłańskich 11 kwietnia 1753. W roku następnym duchowny otrzymał tytuł protosyngla, a następnie godność archimandryty. Działał wśród prawosławnych Rumunów, dążąc do utrzymania ich przy prawosławiu.
6 lipca 1757 został wyświęcony na biskupa Baczki. Z prywatnych środków utrzymywał szkołę teologiczną w stolicy eparchii, wspierał również szkoły łacińsko-słowiańskie, sprowadzał do nich nauczycieli, w tym rosyjskiego badacza Kriżanowskiego oraz Jovana Rajicia.
W 1774 na własną prośbę został przeniesiony na katedrę temeszvarską. Dwukrotnie pełnił obowiązki locum tenens metropolii karłowickiej – po śmierci metropolity Jana w 1773 i po śmierci metropolity Wincentego siedem lat później. W 1781, po rocznym wakacie na urzędzie metropolity karłowickiego, został jednogłośnie wybrany przez sobór duchowieństwa i świeckich Serbów w Austrii na następcę Wincentego. Jako metropolita rozpoczął starania na rzecz otwarcia w Temesvarze seminarium duchownego dla prawosławnych Serbów i Rumunów, z wykładowcami obydwu narodowości i nowoczesnym programem nauczania uwzględniającym zarówno treści typowo teologiczne, jak i ogólnokształcące, świeckie. Prace nad organizacją szkoły przedłużyły się jednak na tyle, że z jej otwarcia zrezygnowano, zorganizowane zostało jedynie seminarium duchowne w Sremskich Karlovcach.
W okresie sprawowania przez niego urzędu część serbskich monasterów w Austrii została zlikwidowana w ramach polityki józefińskiej.
W 1790 zmarł nagle w Wiedniu, gdzie razem z innymi serbskimi biskupami miał zamiar domagać się zrównania Serbów w prawach z pozostałymi mieszkańcami kraju oraz zgody na zwołanie nowego soboru duchowieństwa i świeckich. Został pochowany w soborze w Szentendre.